# La Vallée des géants (film, 1919)
Pour les articles homonymes, voir La Vallée des géants.
Pour plus de détails, voir Fiche technique et Distribution.
La Vallée des géants (titre original : The Valley of the Giants) est un film muet américain réalisé par James Cruze et sorti en 1919. Il a fait l'objet d'un remake muet en 1927 et de remakes parlants en 1938 et 1952.

## Fiche technique
- Titre original : The Valley of the Giants
- Réalisation : James Cruze
- Scénario : Marion Fairfax d'après Valley of the Giants de Peter B. Kyne
- Producteur : Jesse Lasky
- Photographie : Frank Urson
- Production : Famous Players-Lasky/Artcraft
- Distributeur : Paramount Pictures
- Durée : 5 bobines
- Date de sortie : 
  - États-Unis : 31 août 1919

## Distribution

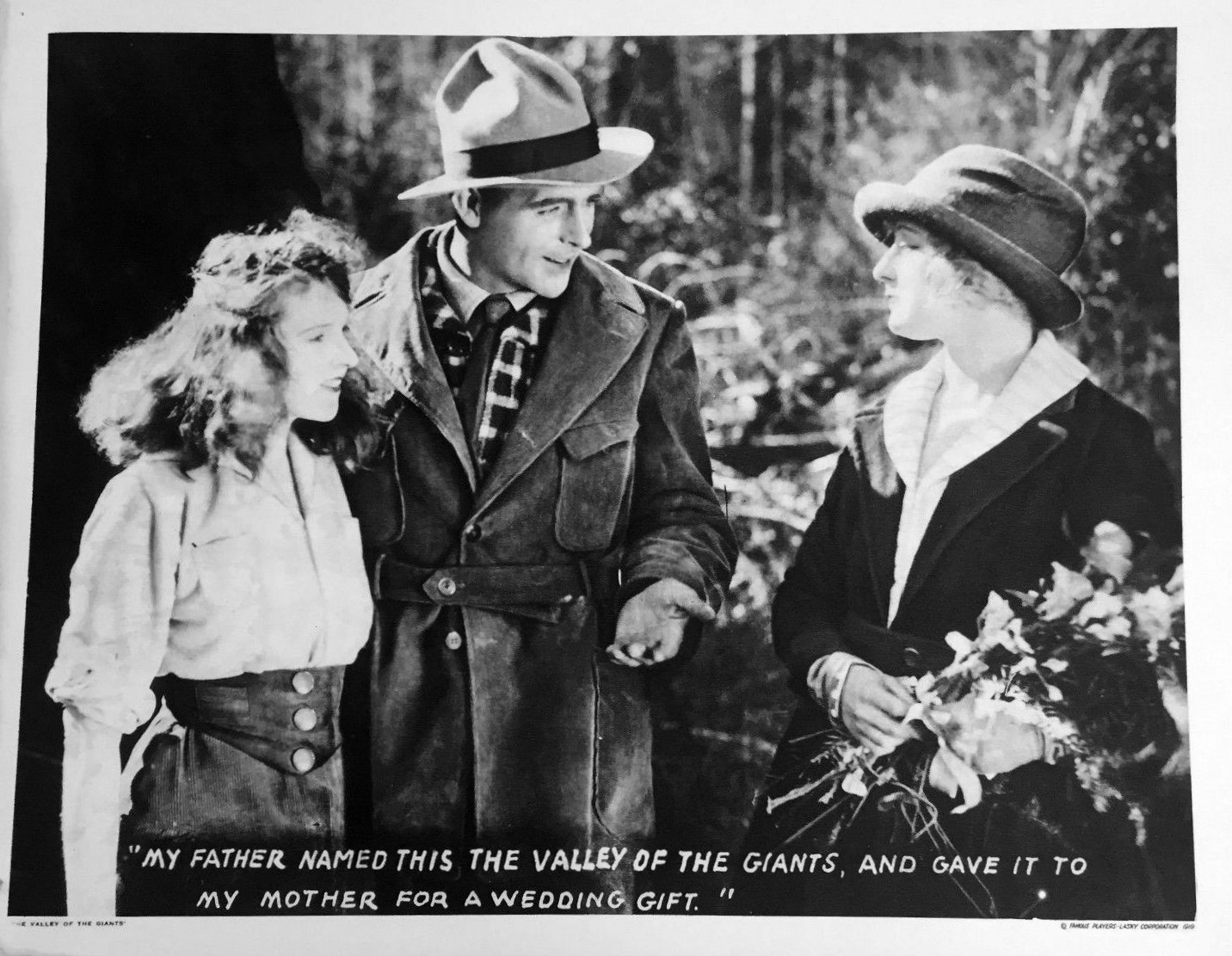
Carte promotionnelle du film.

- Wallace Reid : Bryce Cardigan
- Grace Darmond : Shirley Sumner
- William Brunton : Buck Ogilvy
- Charles Ogle : Cardigan
- Ralph Lewis : Col. Pennington
- Alice Terry : Mrs. Cardigan
- Kay Laurell : Moira McTavish
- Jack Hoxie : Jules Rondeau
- Noah Beery : Black Minorca
- Guy Oliver : George Sea Otter
- William H. Brown : Judge Moore
- Richard Cummings : McTavish
- Virginia Foltz : Marcelle
- Ogden Crane : Mayor Poundstone
- Lillian Mason : Mrs. Poundstone

## Statut du film
Le film était supposé perdu jusqu'en 2010, où une copie a été retrouvée dans les archives russes de Gosfilmofond. Les intertitres étaient en russe, et ont été retraduits en anglais en 2022, et le film est sorti en DVD avec une nouvelle musique composée par David Drazin.